# La Diagonale du fou
La Diagonale du fou (literalment en català: "La diagonal del boig") és una pel·lícula francesa dirigida per Richard Dembo i estrenada el 1984.

## Argument
Pavius Fromm és un jove prodigi dels escacs. Lituà, ha fugit del seu país i del Bloc de l'Est, i resideix a Occident. Per a la final del campionat del món d'escacs a Suïssa, s'ha d'enfrontar a un compatriota més gran, Liebskind, qui té el suport del règim.

## Repartiment
- Michel Piccoli: Akiva Liebskind
- Alexandre Arbatt: Pavius Fromm
- Liv Ullmann: Marina Fromm
- Leslie Caron: Henia Liebskind
- Daniel Olbrychski: Tac-Tac, amic de Liebskind
- Michel Aumont: Kerossian, amic de Liebskind
- Wojciech Pszoniak: Felton
- Jean-Hugues Anglade: Miller
- Hubert Saint-Macary: Foldes
- Pierre Michael: Yachvili
- Serge Avedikian: Fadenko
- Pierre Vial: Anton Heller
- Bernhard Wicki: Puhl
- Jacques Boudet: Stuffli
- Benoît Régent: Barabal
- Sylvie Granotier: Dombert

## Premis i nominacions
- Premi Louis-Delluc 1984.
- Oscar a la millor pel·lícula de parla no anglesa 1984 (atorgat el 1985)[3]
- César a la millor primera pel·lícula 1985

## Al voltant de la pel·lícula
La trama de la pel·lícula descansa en un enfrontament similar que va tenir lloc el 1978 i després el 1981, entre Anatoli Kàrpov i Víktor Kortxnoi.
- La diagonal dels boigs, malnom del Gran Raid, principal raid organitzat a l'illa de La Reunió.[5]